# Pàvel Nevdakh
Pàvel Nevdakh (en rus: Павел Невдах) (14 d'octubre de 1976) va ser un ciclista kazakh. Del seu palmarès destaquen els seus campionats nacionals en ruta i en contrarellotge.

## Palmarès
- 2003
  -  Campió del Kazakhstan en ruta
- 2004
  -  Campió del Kazakhstan en contrarellotge
  - Vencedor d'una etapa a la Volta a Sèrbia
- 2006
  - 1r al Tour del Camerun i vencedor d'una etapa
  - Vencedor de 2 etapes a la Volta a Turquia
- 2007
  - 1r al Kerman Tour
  - Vencedor d'una etapa al Paths of Victory Tour
  - Vencedor d'una etapa al Tour de Mevlana
- 2008
  - Vencedor d'una etapa a la Volta a Egipte